# 대한민국 민법 제722조
대한민국 민법 제722조는 청산인의 업무집행방법에 대한 대한민국 민법 채권법 조합에 대한 조문이다. 2022년 12월 13일에 법률 제19069호로 시행되었다.청산인이 수인인 때에는 그 과반수로써 결정하도록 정하고 있다.

## 조문
제722조(청산인의 업무집행방법) 청산인이 수인인 때에는 제706조제2항 후단의 규정을 준용한다.

第722條(淸算人의 業務執行方法) 淸算人이 數人인 때에는 第706條第2項 後段의 規定을 準用한다.

## 비교 조문
제706조(사무집행의 방법)
② 조합의 업무집행은 조합원의 과반수로써 결정한다. 업무집행자 수인인 때에는 그 과반수로써 결정한다.

## 같이 보기
- 조합

## 참고 문헌
- 오현수, 일본민법, 진원사, 2014. ISBN 9788963463452
- 오세경, 대법전, 법전출판사, 2014 ISBN 9788926210277
- 이준현, LOGOS 민법 조문판례집, 미래가치, 2015. ISBN 9791155020869